# لوئیس مارکینا
لوئیس مارکینا (انگلیسی: Luis Marquina؛ ۲۵ مه ۱۹۰۴ – ۲۶ ژوئن ۱۹۸۰) یک کارگردان، و فیلم‌نامه‌نویس اهل اسپانیا بود. از آثار وی می‌توان به فیلم گردباد محصول ۱۹۴۱ میلادی اشاره کرد.